# Olenecamptus similis
Olenecamptus similis là một loài bọ cánh cứng trong họ Cerambycidae.